# Yoshimasa Hayashi
Yoshimasa Hayashi (林 芳正, Hayashi Yoshimasa), né le 19 janvier 1961 à Shimonoseki dans la préfecture de Yamaguchi, est un homme politique japonais. Il est nommé plusieurs fois ministre dans les gouvernements de Yasuo Fukuda, de Shinzo Abe, de Fumio Kishida puis de Shigeru Ishiba.

## Biographie
Il est ministre de la Défense du Japon d'août à septembre 2008, ministre de l'Agriculture, des Forêts et de la Pêche entre 2012 et 2014 et de nouveau en 2015 puis ministre de l'Éducation, de la Culture, des Sports, des Sciences et de la Technologie du 3 août 2017 au 2 octobre 2018. Le 10 novembre 2021, il est nommé ministre des Affaires étrangères. 
Il quitte le gouvernement le 13 septembre 2023 avec huit autres ministres lors d'un vaste remaniement ministériel. Il est remplacé par Yōko Kamikawa. Il fait néanmoins son retour dans le gouvernement Kishida en décembre 2023 au poste de Secrétaire général du Cabinet, remplaçant Hirokazu Matsuno, éclaboussé par le scandale de la caisse noire japonaise.